# As consequências da guerra (Rubens)
As consequências da guerra é uma pintura a óleo sobre tela do mestre flamengo Peter Paul Rubens realizada cerca de 1637-38 e que se conserva na Galeria Palatina do Palácio Pitti, em Florença, na chamada Sala de Marte.
A pintura expõe um assunto mitológico-alegórico ligado às reflexões do autor durante as suas missões diplomáticas na Guerra dos Trinta Anos, quando tomou consciência da inutilidade da guerra e lançou uma mensagem pacifista ante litteram.
As consequências da guerra faz par com a Alegoria da Paz, ou Minerva protege a Paz da fúria de Marte (imagem seguinte), pintada esta em 1630 para Carlos I da Inglaterra.
As consequências da guerra revela um grande pessimismo: nem mesmo o amor é capaz de conter a brutalidade cega da guerra, evitando que a Europa seja submersa pelo luto e veja destruída a sua prosperidade.

## História
Rubens enviou As consequências da guerra para ser integrada na colecção do duque da Toscânia, Fernando de Medici, em março de 1638. A pintura foi acompanhada de uma carta dirigida a Justus Sustermans em que Rubens dava instruções para a reparação dos danos sofridos pela obra durante a viagem e onde faz uma descrição detalhada da obra.
A partir de 1691 a obra consta em todos os inventários do Palácio Pitti, encontrando-se reproduzida na pintura Tribuna dos Uffizi de Johann Zoffany de 1772.
Em 1799, como muitas obras de arte de Florença, As consequências da guerra foi confiscada pelos franceses e levada para Paris, de onde regressou apenas em 1815, com intervenção de Antonio Canova e Karcher.

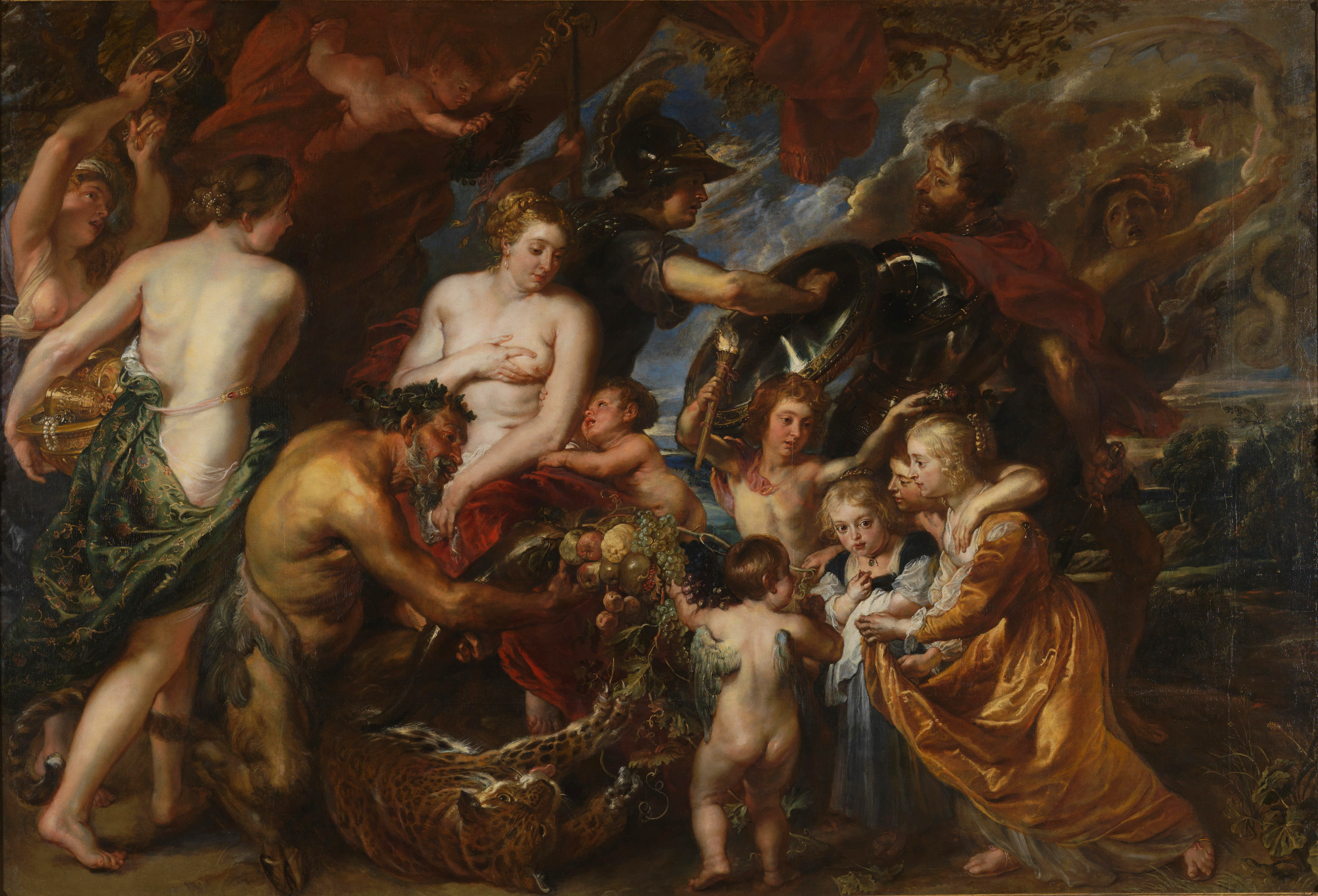
Alegoria da Paz, 1629

## Descrição

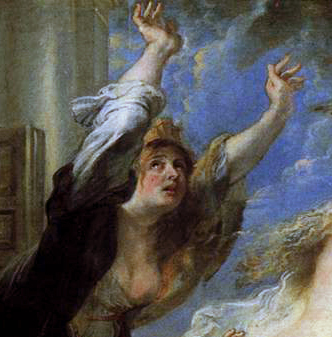
Europa, detalhe de As Consequências da Guerra

Na carta que enviou a Justus Sustermans, Rubens descreve bem o que quis representar:
"A figura principal é Marte que, deixando aberto o templo de Jano (que, segundo o costume dos romanos, permanecia fechado durante os tempos de paz), avança com o escudo e a espada ensanguentada, ameaçando os povos com uma grande ruína, sem cuidar de Vénus, sua esposa, que, acompanhada de amores e cupidos, tenta sustê-lo com carícias e abraços.
"Marte é arrastado pela fúria de Alecto que carrega uma tocha na mão e é acompanhada por dois monstros, a peste e a fome, consequências inevitáveis da guerra. No chão, jaz de costas uma mulher sobre os restos de um alaúde quebrado, um símbolo de harmonia, incompatível com a discórdia da guerra; e ao seu lado está uma mãe com o filho nos braços para demonstrar que a fertilidade, a procriação e a caridade são destruídas pela guerra que corrompe tudo e destrói tudo.
Também aparece caído por terra um arquitecto com os seus instrumentos na mão, para significar que tudo o que foi construído durante a paz para o conforto dos homens é destruído pela violência das armas. Também julgo, se as minhas memórias estão correctas, que se vê no chão, aos pés de Marte, um livro e alguns desenhos sobre papel, para simbolizar de que maneira são pisadas as letras e qualquer tipo de beleza;
"Também se encontram dispersas algumas setas ou flechas que foram o emblema da Concórdia quando se encontravam unidas por uma cinta que se desprendeu; e o mesmo acontece com o caduceus e o ramo de oliveira, símbolos da paz, que jazem no chão ao lado de uma mulher triste, vestida de preto e despojada de todas as suas jóias e adornos. É a infeliz Europa, que durante tanto tempo vem sendo vítima dos estupros, ultrajes e misérias tão evidentes que não precisam de mais explicação."

### Europa
À esquerda está a personificação da Europa, vestida de luto e com roupa rasgada, erguendo os olhos e os braços para o céu, submetida pela tristeza, como que a implorar a ajuda divina. Pode ser reconhecida pela criança ao seu lado que segura o globo sobreposto pela cruz, um símbolo do cristianismo. Parece assim desesperada pós tantos anos de saques, ultrajes e misérias invocando a paz do céu. Tal simboliza a necessidade urgente que o continente tinha de uma trégua duradoura e do retorno esperançoso à vida quotidiana pacífica.

### Vénus, Cupido e Marte

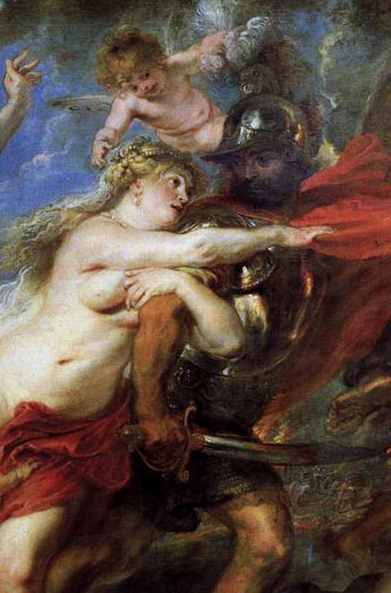
Vénus e Marte, detalhe

Ao centro Vénus, deusa do amor identificada pela nudez e por ser tradicionalmente acompanhada por putti, procura em vão com as artes da sedução suster Marte, seu amante e deus da guerra. Cupido é provavelmente o amorino loiro e alado que se agarra às pernas da deusa, no qual se reconhecem os traços do filho amado do pintor que foi assim chamado a personificar o jovem deus do amor.
Marte, perfeitamente correspondente à iconografia clássica, aparece solene com escudo e espada desembainhada ameaçando a ruína e a destruição. No centro da cena, representa assim a fúria selvagem, cega e implacável que se desprende quando a batalha se torna mais acesa e, ofuscando as mentes dos lutadores, retira aos seus corações qualquer sentimento de humanidade. Portanto, a guerra surge representada como a rejeição da razão, como o afastamento de qualquer valor ético.
A escolha da loura Vénus, preferida entre as deusas do Olimpo, está alegoricamente ligada ao espírito de "Humanitas" que tenta eliminar a guerra ou simboliza a vitória do amor e da paz sobre as atrocidades da guerra. A presença de crianças que acompanham a deusa também remete para a serenidade quotidiana que será paralisada pelo conflito.

### A Discórdia

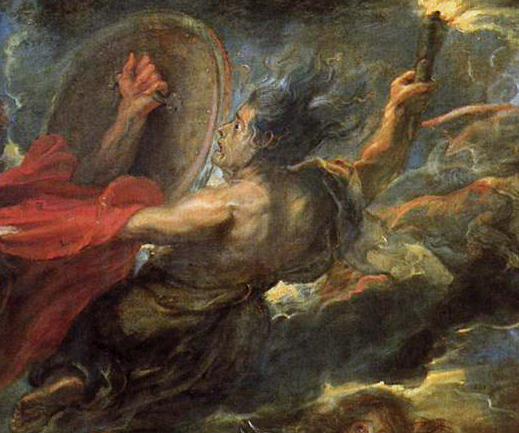
A Discórdia/Alecto

A Discórdia representada pela fúria Alecto está afastar Marte do abraço de Vénus, puxando com um braço o deus para si e com o outro segurando uma tocha. Na mitologia clássica, "a irreprimível" não concedia tréguas às suas vítimas e era por isso representada com uma tocha na mão, que era brandida sobre a cabeça daqueles que pretendia punir. Após Virgílio, a literatura recorreu a esta figura sempre que era necessário enfatizar o aspecto feroz e imparável dos conflitos.
Mas raramente aparece nas pinturas. Os antigos consideravam-na a mestre das emboscadas e das transformações, tão terrível a intimidar como o deus dos Infernos. Portanto, pode-se supor que o pintor quisesse sublinhar a natureza enganosa de uma escolha militar como solução para conflitos políticos, aludindo à fúria das lutas e à incompatibilidade entre "guerra oportuna" e "guerra justa".
Atrás da Fúria, quase imersos na fumaça dos incêndios ou das lutas, apercebem-se monstros que simbolizam a Peste e a Carestia, duas calamidades que sempre acompanham a guerra, contribuindo para dar-lhe efeitos ainda mais devastadores, com consequências muito mais duradouras do que somente as dos combates.

### As Artes subjugadas

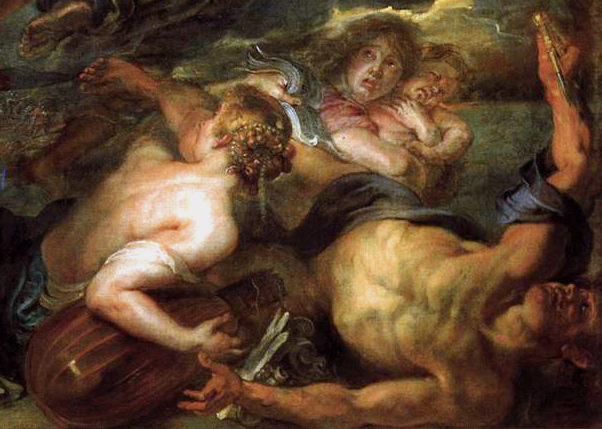
As Artes e a Caridade subjugadas, detalhe

Ao marchar para a batalha, Marte pisa os livros, destruindo com isso simbolicamente todas as formas de expressão intelectual e esmaga as personificações das Artes, como a música e a arquitetura, personificadas respectivamente pela mulher e pelo homem caídos na parte inferior direita: a mulher, de costas, tem um alaúde quebrado na mão e mostra que a harmonia não pode sobreviver ao lado da desordem da guerra; o homem, um arquitecto, empunha os seus instrumentos, a significar que aquilo que é construído em tempo de paz é depois destruído em tempo de guerra. Na representação da mulher, é provável que o pintor invoque a iconografia da mousiké, o conjunto de artes presidido pelas Musas, que incluia a poesia, a literatura, a música em sentido estrito, o teatro, o canto, a dança; compreendia, em particular, a poesia como era "representada" no mundo grego, isto é, por meio do canto acompanhado por um instrumento musical.

### A Caridade
Marte também está a subjugar uma mulher que protege junto ao peito o seu bebê, como se tentasse livrá-lo do perigo. Na arte figurativa, os artistas apresentaram frequentemente o tema da violência sobre as crianças, referindo-se ao conhecido episódio bíblico da Matança dos inocentes. Também Rubens, nesta pintura, invoca a iconografia clássica da mãe e o sentimento materno como um instinto natural de protecção, que se traduz no topos da mulher caritativa e, por extensão, da Caridade. É, portanto, uma referência clara à crueldade dos conflitos que não poupam inocentes e desamparados.
As flechas soltas no canto inferior esquerdo representam a ruptura do símbolo da Concórdia, estando próximas do caduceus, um símbolo do comércio, atirado ao chão.

### O fundo

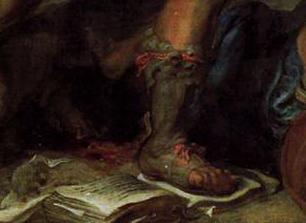
Detalhe

Em fundo, à esquerda, o edifício com as portas abertas é o Templo de Jano, inaugurado de acordo com o mito do rei Numa Pompílio. O templo ficava aberto em tempo de guerra para permitir ao deus sair e ajudar os seus soldados, ficando fechado em tempo de paz para que o protector da cidade não pudesse escapar. As portas abertas significam, portanto, que o quadro foi pintado em tempo de guerra.

## Análise
Rubens coloca vários personagens numa cena agitada. Ele viveu grande parte da sua vida enquanto decorriam guerras terríveis na Europa (Guerra dos Trinta Anos e a Guerra civil inglesa), viajando entre várias cortes como diplomata e quis com este quadro representar uma alegoria de advertência contra os efeitos destrutivos da guerra. A forma alegórica era eficaz e imediata, mas ao mesmo tempo sem qualquer referência aos exércitos que se combatiam naquele tempo. A escolha do Olimpo grego é, portanto, motivada por um objectivo simbólico preciso.
Obra-prima tardia do mestre flamengo, As Consequências da Guerra destaca-se pelo extraordinário dinamismo, a complexidade das poses das figuras e a fluência da pincelada, em que se presta uma clara homenagem à pintura italiana do Renascimento, desde logo a Ticiano.
Esclarecedor é o julgamento estético de Charles-Nicolas Cochin, em 1796: "A pintura é muito poética na composição e cheia de uma bela vivacidade. A cor é admirável, tal como a pincelada, a cabeça da mulher é de grande beleza, tal como as luzes e o efeito geral é muito vivo pelo contraste de luzes e sombras. É uma pintura fundamental que apresenta ainda assim algumas falhas de desenho, especialmente nas pernas da mulher que parecem torcidas demais".

### Ligação externa
- Polo Museale Fiorentino (ed.). «La scheda ufficiale di catalogo»